# Alfred von Hubicki

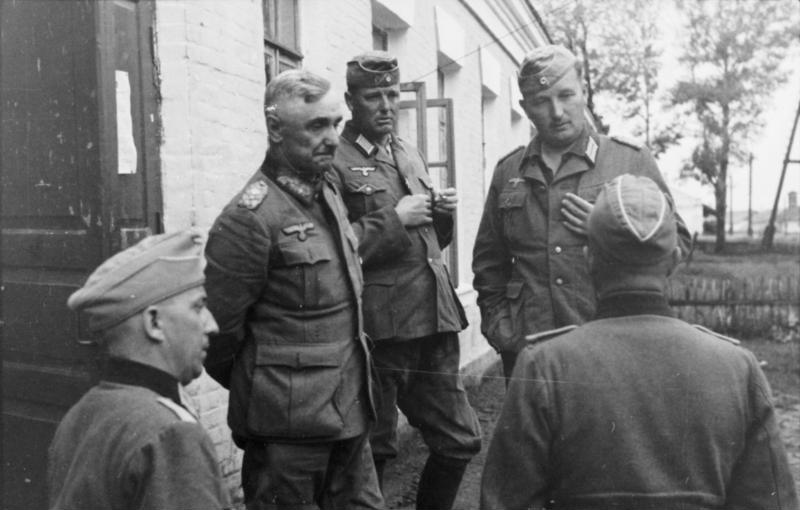
Alfred von Hubicki (2. v. l.) mit Stabsoffizieren (u. a. Horst von Necker, 2. v. r.), bei Lemberg, Juli 1941.

Alfred Ritter von Hubicki (* 5. Februar 1887 in Friedrichsdorf (ungarisch Frigyesfalva), Komitat Bereg, Ungarn, heute Ukraine; † 14. Juli 1971 in Wien) war ein österreichischer Generalmajor und später General der Panzertruppe der Wehrmacht im Zweiten Weltkrieg.

## Leben
Nach seiner Matura trat Hubicki in die Kadettenschule Wien ein, aus der er 1905 als Fähnrich in die k.u.k. Armee übernommen wurde. 1911 wurde er Oberleutnant und besuchte die k.u.k. Kriegsschule. Drei Jahre später kam er in den Generalstab. Dort verbrachte er die meiste Zeit des Ersten Weltkrieges. Außerdem hatte er das Kommando über ein Bataillon der k.k. Gebirgstruppe an der italienischen Front, wo er mit dem Orden der Eisernen Krone III. Klasse mit Kriegsdekoration und Schwertern ausgezeichnet wurde. Damit verbunden war die Erhebung in den Adelsstand.
Nach dem Krieg verfolgte er im Bundesheer weiterhin seine Offizierslaufbahn, betrieb aber zudem ein Studium der Rechtswissenschaften an der Universität Wien, das er mit Promotion abschloss. 1935 wurde er als Generalmajor ins Heeresministerium beordert, um dort als Generalstabsoffizier beim Heeresinspekteur, als Lehrer an den Generalstabskursen sowie als Kommandeur der Kraftfahrjägerbrigade zu dienen. Das Kommando über die Schnelle Division erhielt er 1936. Als diese nach dem Anschluss Österreichs zur 4. leichten Division (ab 3. Januar 1940 9. Panzer-Division) der Wehrmacht wurde, blieb er ihr Kommandeur.
Hubicki nahm mit dieser Division am Überfall auf Polen und den Feldzügen gegen Frankreich, auf dem Balkan und in Russland teil. Für den Einsatz seiner Division auf dem Balkan wurde ihm am 20. April 1941 das Ritterkreuz des Eisernen Kreuzes verliehen. Am 15. April 1942 gab er sein Kommando ab, wurde in die Führerreserve versetzt und sieben Tage später mit dem Deutschen Kreuz in Gold ausgezeichnet. Im August 1942 übernahm er das Generalkommando Schelde, später umgewandelt in das LXXXIX. Armeekorps. Als General der Panzertruppe wurde er im Juni 1943 Kommandierender General des Auffrischungsstabes Mitte, bevor er im Juli den Befehl über den Sonderstab II im OKH übernahm. Ende Juli 1944 wurde Hubicki Nachfolger Fritz Schliepers als Deutscher General beim Slowakischen Verteidigungsministerium und Chef der deutschen Heeresmission in der Slowakei. Nach der Auflösung dieser Dienststelle aufgrund des Slowakischen Nationalaufstands wurde er am 1. Oktober wiederum in die Führerreserve versetzt. Am 31. März 1945 erfolgte seine endgültige Verabschiedung aus dem Militärdienst.